# خورخي إنريكيز
خورخي إنريكيز (بالإسبانية: Jorge Enríquez)‏ هو مجدف أرجنتيني، ولد في 16 أبريل 1972.

## وصلات خارجية
- خورخي إنريكيز على موقع الاتحاد الدولي للتجديف (الإنجليزية)
- خورخي إنريكيز على موقع اللجنة الأولمبية الدولية (الإنجليزية)
- خورخي إنريكيز على موقع أوليمبيديا (الإنجليزية)